# دورة كربون-نيتروجين-أكسجين

نظرة شاملة حول دورة كربون-نيتروجين-أكسجين

دورة كربون-نيتروجين-أكسجين أو CNO (كربون-نيتروجين-أكسجين) هي أحد طريقتين لتفاعلات الاندماج النووي والتي تحول النجوم بها الهيدروجين إلى هيليوم مصحوبا بانطلاق قدر هائل من الطاقة، والتفاعل الأخر يسمى سلسلة تفاعل بروتون-بروتون. بينما تعتبر سلسلة تفاعل بروتون-بروتون أكثر أهمية للنجوم التي في كتلة الشمس أو أقل حيث تتوفر فيها درجات حرارة تحت نحو 14 مليون كلفن. توضح النماذج النظرية أن دورة CNO هي المصدر الغالب للطاقة للنجوم الأثقل ذات درجات الحرارة الأعلى من ذلك الحد (30 مليون كلفن أو أعلى حتى مليارَي كلفن). وتم اقتراح دورة الكربون-نيتروجين-أكسجين في عام 1938 من هانز بيته وكارل فايتزيكر كمصدر لطاقة النجوم الأكبر كثيرا من الشمس، ولذلك تسمى تلك الدورة أيضا دورة بيته-فايتزيكر.
تفاعلات دورة الكربون-نيتروجين-أكسجين :
| 12C + 1H | ← | 13N + γ       | +1,95 MeV |
| 13N      | ← | 13C + e+ + νe | +1,37 MeV |
| 13C + 1H | ← | 14N + γ       | +7,54 MeV |
| 14N + 1H | ← | 15O + γ       | +7,35 MeV |
| 15O      | ← | 15N + e+ + νe | +1,86 MeV |
| 15N + 1H | ← | 12C + 4He     | +4,96 MeV |

النتيجة النهائية هي اندماج أربعة بروتونات ليصبحوا 1 جسيم ألفا, و2 بوزيترون, و2 نيوترينو, وتنطلق طاقة في شكل أشعة غاما. وتعمل نويات كل من الكربون والأكسجين والنيتروجين كعوامل حفازة ويتم إنتاجهم من جديد.
وفي تفرع جانبى للتفاعل، يحدث بنسبة 0.04 % من المرات، لا ينتج التفاعل النهائي الموضح بالأعلى 12C, و4He, ولكن بدلا من ذلك 16O وفوتون ويحدث كالتالى:
| 15N + 1H | ← | 16O + γ       |
| 16O + 1H | ← | 17F + γ       |
| 17F      | ← | 17O + e+ + νe |
| 17O + 1H | ← | 14N + 4He     |

وكما يحدث للكربون والنيتروجين والأكسجين في التفاعل الرئيسي، فإن الفلور الناتج في التفرع الجانبي للتفاعل ليس إلا عامل مساعد في حالته القاعية ولا يتكدس في النجم.
تجري تفاعلات دورة الكربون-نيتروجين-أكسجين أيضا ضعيفا في الشمس، وتقدر نسبتها من الطاقة المتولدة في الشمس بنحو 6و1% فقط، والباقي ناتج من سلسلة تفاعل بروتون-بروتون التي تتم عند نحو 14 مليون كلفن. أما تفاعلات دورة بيته-فايزيكر فهي تجري في درجات حرارة أعلى من 14 مليون كلفن، وتشكل هي غالبية التفاعلات عند درجات أعلى من 30 مليون كلفن. وتكون جميع الذرات المشتركة في تلك التفاعلات عارية من إلكتروناتها، أي في حالة تأين كامل (تسمى تلك الحالة بلازما ،وهي حالة «غاز» مكون من أنوية ذرية عارية، وإلكترونات حرة).
بالإضافة إلى ذلك فإن سير دورة الكربون-نيتروجين-أكسجين يعتمد أصلا على وجود نسبة ولو قليلة من الكربون 12C.